# Station Reet
Station Reet is een voormalig spoorwegstation ten noorden in Reet, een deelgemeente van de gemeente Rumst op de voormalige spoorlijn 61 (Antwerpen - Aalst) ook bekend als Leireken.
Over de herkomst van de naam Leireken bestaan verschillende versies. Hoogstwaarschijnlijk gaat hij terug op de voornaam van machinist Valère (Leire in de volkstaal) die samen met Kamiel actief was op lijn 61. Deze naam zou al heel vroeg ontstaan zijn, waarschijnlijk voor 1898.
0,0: Kontich ·
2,0: Edegem ·
3,8: Kontich-Dorp ·
8,8: Reet ·
12,1: Boom-Krekelenberg ·
14,0: Boom ·
18,5: Willebroek ·
21,7: Tisselt-West ·
26,1: Londerzeel-Oost ·
27,5: Londerzeel ·
30,7: Steenhuffel ·
34,2: Peizegem ·
37,4: Opwijk ·
40,3: Nijverseel ·
41,8: Baardegem ·
44,2: Moorsel ·
46,2: Mijlbeke ·
49,3: Aalst